# موسى الكاظم بن عاشور
موسى الكاظم بن عاشور ولد سنة 1892 في تونس العاصمة وتوفي سنة 1959، هو قاضي وسياسي تونسي.

## السيرة الذاتية
ولد موسى الكاظم بن عاشور في عائلة عريقة من تونس العاصمة (البِلْدِيَة)، وهو ابن محمد بن عاشور، مدير الحبوس، ومن فاطمة ابنة الوزير الأكبر محمد العزيز بوعتور. من جهة أخرى، موسى الكاظم هو أخ الشيخ محمد الطاهر بن عاشور، وحفيد المفتي محمد الطاهر بن عاشور الأكبر.

زاول تعليمه في جامعة الزيتونة، ثم بدأ عمله كحاكم نائب في محاكم مدينة تونس في 1914، ثم واصل نفسه المنصب في الكاف وسوسة، ثم من جديد في العاصمة. في 1924، عين كنائب القاضي في محكمة الوزارة، ثم في 1925 أصبح نائب رئيس محكمة سوسة. في 1929، أصبح قاضٍ في محكمة الوزارة، ثم في 1930 أصبح نائب رئيس محكمة الدريبة ورئيس غرفة في محكمة الوزارة.

كان موسى الكاظم عضوا في مكتب الجمعية الودادية للحكام التونسيين سنة 1946، ثم نائب رئيسها محمد بن عمار سنة 1954.

في 1954، كان عميد رؤساء محكمة الوزارة. عين وزيرًا للعدل في حكومة الطاهر بن عمار، وبقي على رأس هذه الوزارة بين 7 سبتمبر 1955 و15 أبريل 1956.